# Sân bay Atlin
Sân bay Atlin, (ICAO: CYSQ), là một sân bay nằm ở 1,9 km về phía đông bắc của Atlin, British Columbia, Canada. Sân bay này được xếp vào nhóm sân bay lối vào (airport of entry).
Sân bay này có 1 đường băng dài 1204 m bề mặt sỏi.